# Рыженко, Николай Андреевич
Никола́й Андре́евич Рыже́нко (18 апреля [1 мая] 1909, Мариуполь, Екатеринославская губерния — 17 сентября 1992, Москва) — советский и российский металлург. Герой Социалистического Труда.

## Биография
Родился в 1909 году в Мариуполе. В 1934 году окончил ДМетИ с присвоением квалификации инженер-металлург.
С 1934 года работал на ММК имени И. В. Сталина механиком углеподготовительного цеха коксохимического производства, помощников начальника сортопрокатного цеха по механическому оборудованию. В 1940—1949 годах занимал должность заместителя главного механика, в 1949—1959 годах — главного механика. С 1959 года работал начальником Главного управления служб и ремонтных предприятий МЧМ СССР.
По инициативе Рыженко в июле 1941 года впервые в мировой практике на ММК была освоена прокатка броневого листа на блюминге № 3, что резко ускорило обеспечение танковой промышленности металлом. Рыженко является автором оригинальных предложений по модернизации и совершенствованию металлургического оборудования: штамповка днищ сталеразливочных ковшей, установка двух дополнительных клетей на блюминге № 2, коренной реконструкции слитковоза, изготовления и монтажа 250-тонных разливочных кранов для мартеновских цехов.
Умер 17 сентября 1992 года. Похоронен в Москве на Кузьминском кладбище.

## Награды и премии
- Герой Социалистического Труда (19 июля 1958)
- заслуженный металлург РСФСР
- Ленинская премия (1961) — за создание типового непрерывного заготовочного стана 850/700/500 и повышение производительности существующих заготовочных станов
- Сталинская премия II степени (10 апреля 1942) — за разработку новой марки броневой стали и процесса её производства
- Сталинская премия II степени (1951) — за коренное усовершенствование технологии и управления производством на ММК имени И. В. Сталина[2]
- три ордена Ленина (1941; 1952; 1958)
- орден Октябрьской революции
- три ордена Трудового Красного Знамени
- медали